# Diecezja Daet
Diecezja Daet, diecezja rzymskokatolicka na Filipinach. Powstała w 1974 z terenu archidiecezji Caceres.

## Lista biskupów
- Celestino Enverga (1974 – 1990)
- Benjamin Almoneda (1991 – 2007)
- Gilbert Garcera (2007 – 2017)
- Rex Andrew Alarcon (2019 – 2024)
- Herman Abcede (od 2025)